# Célia Halbwachs
Pour les articles homonymes, voir Halbwachs.
Célia Marie Halbwachs, née le 16 octobre 1992, est une coureuse cycliste mauricienne.

## Carrière
Aux Championnats d'Afrique de cyclisme sur route 2022 à Charm el-Cheikh, Célia Halbwachs est médaillée d'argent en contre-la-montre par équipes.

## Palmarès
- 2020
  - 2e du championnat de Maurice sur route
- 2021
  - 2e du championnat de Maurice du contre-la-montre
  - 3e du championnat de Maurice sur route
- 2022
  -  Médaillée d'argent du championnat d'Afrique sur route par équipes
- 2023
  -  Médaillée d'argent du contre-la-montre par équipes aux Jeux des îles de l'océan Indien